# کوکو-باز معمولی
کوکو-باز معمولی (نام علمی: Hierococcyx varius)، که عموماً به عنوان پرنده تب مغزی شناخته می‌شود، کوکویی با جثه متوسط ساکن شبه‌قاره هند است. شباهت زیادی به پیغوی کوچک دارد، حتی در سبک پرواز و فرود آمدن بر روی نشیمنگاه. شباهت به بازها نام عمومی کوکو-باز را به این گروه می‌دهد. مانند بسیاری از کوکوهای دیگر، اینها انگل‌های زادآوری هستند و تخم‌های خود را در لانه‌های لیکوها می‌گذارند. در طول فصل زادآوری در تابستان، نرها صداهای سه نت بلند و تکراری تولید می‌کنند که به خوبی به عنوان تب مغزی ارائه می‌شود، نت دوم بلندتر و بلندتر است. این نت‌ها پیش از پایان، به‌طور ناگهانی به اوج می‌رسند و پس از چند دقیقه تکرار می‌شوند. صدا ممکن است در طول روز، پس از غروب و پیش از طلوع آفتاب ادامه یابد.
این گونه درختی است و به ندرت روی زمین فرود می‌آید. زیستگاه آن شامل زمین باغ، بیشه‌های درخت، جنگل‌های خزان‌دار و نیمه‌همیشه‌سبز است.

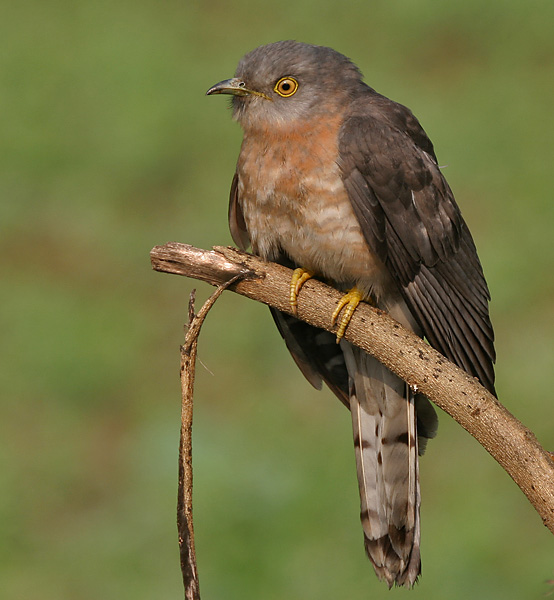
در نارندراپور

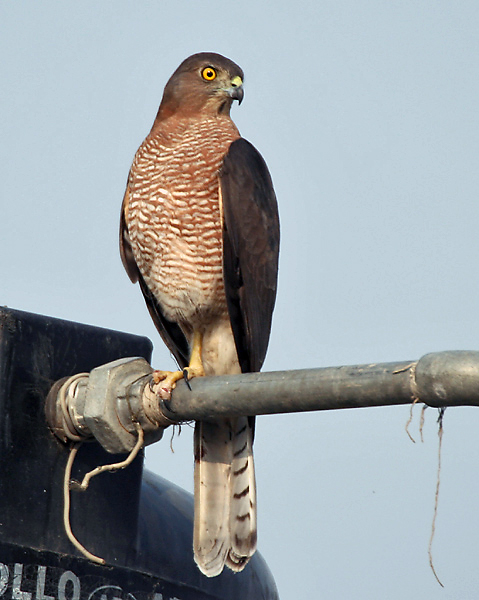
نمایش پیغوی کوچک و شباهت آن با کوکو-باز معمولی

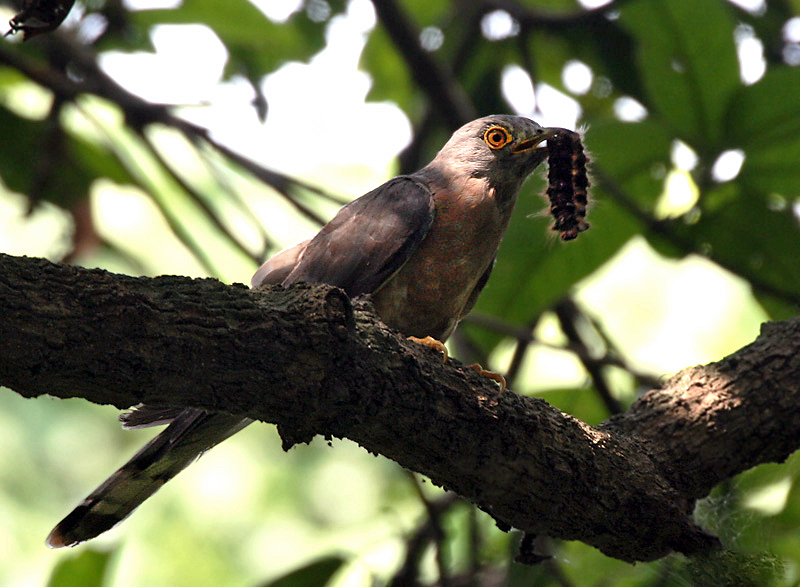
تغذیه از کاترپیلار مودار